# (6622) Matvienko
(6622) Matvienko ist ein Asteroid des Hauptgürtels, der am 5. September 1978 von dem russischen Astronom N. S. Tschernych am Krim-Observatorium in Nautschnyj, Ukrainische SSR (IAU-Code 095) entdeckt wurde.
Der Asteroid wurde am 8. August 1998 nach dem ukrainischen Ökonomen und Poeten Wolodymyr Matwijenko (* 1938) benannt, der von 1991 bis 1992 der erste Präsident der Nationalbank der Ukraine war.